# Nikolai Stepulov
Nikolai Stepulov (20. marts 1913 i Narva, Russiske Kejserrige – 2. januar 1968) var en estisk bokser som deltog i de olympiske lege 1936 i Berlin.
Stepulov vandt en sølvmedalje i boksning under OL 1936 i Berlin. Han kom på en andenplads i vægtklassen, letvægt. Han vandt de fire første kampe men tabte finalen til ungarske Imre Harangi. Der var 26 boksere fra 26 lande som stillede op i vægtklassen, som blev afholdt den 11. til 15. august 1936.